# Bénédict Pierre Georges Hochreutiner
Bénédict Pierre Georges Hochreutiner (1873, Sankt Gallen - 5 de febrer de 1959, Ginebra) va ser un botànic i eminent taxònom suís.
S'instal·la i segueix a la Universitat de Ginebra dues carreres: la de Ciències naturals i la de Teologia. L'any 1896 rep el seu doctorat en ciències per la seva tesi sobre Fanerògames aquàtiques del Rin; i l'any 1911 el seu batxillerat teològic.
Des de 1896 va ser curador del Conservatori i Jardí Botànic de Ginebra, i l'any 1931 accedeix a la direcció fins al seu retir. l'any 1934 accedeix a la càtedra de Botànica.
Va ser un infatigable explorador, col·leccionant flora d'Algèria i d'Indonèsia, especialment. Pels seus mèrits,el govern francès el va nomenar Cavaller de la Legió d'Honor.

## Algunes publicacions
- 1947. Triumfetta nova Africana (Tiliaceae). 38 pp.
- 1937. La botanique systématique à Genève. Editor Institut de botanique systématique de l'Université, 42 pp.
- 1923. La végétation du Paraguay. Editor. Impr. Centrale, 49 pp.
- 1911. La philosophie d'un naturaliste. Editor Imprimerie Centrale
- 1904. Le Sud-oranais: études floristiques et phytogéographiques faites au cours d'une exploration dans le Sud-Ouest de l'Algérie en 1901. Vols. 7-8 Annuaire, Conservatoire et jardin botaniques de la ville de Genève. 2 pp.
- 1901. Le genre Urena L.
- 1900. Revision du genre Hibiscus. Editor Romet, 191 pp.

## Honors

### Epònims
Gènere
- (Malvaceae) Hochreutinera Krapov.[2]

Especies
- (Acanthaceae) Justicia hochreutineri J.F.Macbr.[3]

- (Chenopodiaceae) Atriplex hochreutineri R.H.Anderson & Aellen[4]

- (Lycopodiaceae) Lycopodium hochreutineri Rosenst. ex Nessel[5]

- (Malvaceae) Hibiscus hochreutineri Krapov. & Fryxell[6]

- (Orchidaceae) Dactylorhiza × hochreutineriana (Hellm.) Soó[7]

- (Oxalidaceae) Oxalis hochreutineri J.F.Macbr.[8]

- (Sapotaceae) Pouteria hochreutineri (H.J.Lam) H.J.Lam[9]

- (Selaginellaceae) Selaginella hochreutineri Hieron.[10]

- (Thelypteridaceae) Sphaerostephanos hochreutineri (Christ) Holttum[11]

- (Woodsiaceae) Athyrium hochreutineri Christ[12]

- (Zingiberaceae) Amomum hochreutineri Valeton[13]